# Bonnetia crassa
Bonnetia crassa är en tvåhjärtbladig växtart som beskrevs av Henry Allan Gleason. Bonnetia crassa ingår i släktet Bonnetia och familjen Bonnetiaceae. Inga underarter finns listade i Catalogue of Life.